# Barítonos
En gramática griega antigua, barítonos es una palabra sin acento en la última sílaba. Las palabras agudas o circunflejas en las sílabas penúltima o antepenúltima son barítonas, así como las palabras sin acento en cualquier sílaba:
- τις «alguien» (inacentuada)
- ἄνθρωπος «persona» (proparoxítona)
- μήτηρ «madre» (paroxítono)
- μοῦσα «musa» (properispómena)

Tal como la palabra barítono (musical), barítonos proviene del griego antiguo barýtonos, de barýs: «pesado», «abajo», y tónos: «campo», «sonido».